# Danh sách cầu thủ tham dự Cúp bóng đá Caribe 2014
Cúp bóng đá Caribe 2014 là một giải thi đấu bóng đá quốc tế diễn ra từ 11–18 tháng 11 năm 2014. Giải đấu là vòng loại của Cúp Vàng CONCACAF 2015 và Cúp bóng đá toàn châu Mỹ.

## Bảng A

### Cuba
Huấn luyện viên:  Walter Benítez
| 0#0 | Vị trí | Cầu thủ              | Ngày sinh và tuổi           | Câu lạc bộ             |
| --- | ------ | -------------------- | --------------------------- | ---------------------- |
| 1   | TM     | Diosvelis Guerra     | 21 tháng 5, 1989 (25 tuổi)  | FC Pinar del Rio       |
| 2   | TV     | Orisbel Leiva        |                             | FC Ciego de Avila      |
| 3   | HV     | Yenier Márquez       | 3 tháng 1, 1979 (35 tuổi)   | FC Villa Clara         |
| 4   | TV     | Yasmany López        | 11 tháng 10, 1987 (27 tuổi) | FC Villa Clara         |
| 5   | HV     | Renay Malblanche     | 8 tháng 8, 1991 (23 tuổi)   | FC Holguín             |
| 6   | TĐ     | Jesús Rodríguez      | 23 tháng 10, 1988 (26 tuổi) | FC Ciego de Avila      |
| 7   | TV     | Tomas Cruz           | 13 tháng 8, 1981 (33 tuổi)  | FC Ciego de Avila      |
| 8   | TV     | Alberto Gómez        | 12 tháng 2, 1988 (26 tuổi)  | FC Guantánamo          |
| 9   | TĐ     | José Ciprian Alfonso | 28 tháng 3, 1984 (30 tuổi)  | FC Pinar del Rio       |
| 10  | TV     | Ariel Martínez       | 9 tháng 5, 1986 (28 tuổi)   | FC Sancti Spiritus     |
| 11  | TĐ     | Yoandir Puga         | 3 tháng 1, 1988 (26 tuổi)   | FC Isla de La Juventud |
| 12  | TM     | Arael Argüellez      | 30 tháng 4, 1987 (27 tuổi)  | FC Cienfuegos          |
| 13  | HV     | Jorge Luis Corrales  | 20 tháng 5, 1991 (23 tuổi)  | FC Villa Clara         |
| 14  | TĐ     | Armando Coroneaux    | 2 tháng 7, 1985 (29 tuổi)   | FC Camagüey            |
| 15  | TV     | Yannier Martínez     | 28 tháng 5, 1988 (26 tuổi)  | FC Villa Clara         |
| 16  | HV     | Hanier Dranguet      | 2 tháng 9, 1982 (32 tuổi)   | FC Guantánamo          |
| 17  | TV     | Dayron Blanco        | 2 tháng 10, 1992 (22 tuổi)  | FC Las Tunas           |
| 18  | HV     | Félix Guerra         | 14 tháng 1, 1989 (25 tuổi)  | CF Granma              |
| 19  | HV     | Yennier Rosabal      | 2 tháng 6, 1983 (31 tuổi)   | CF Granma              |
| 21  | TM     | Delvis Lumpuy        | 21 tháng 2, 1994 (20 tuổi)  | FC Villa Clara         |

### Curaçao
Huấn luyện viên:  Etienne Sillie
| 0#0 | Vị trí | Cầu thủ              | Ngày sinh và tuổi           | Câu lạc bộ        |
| --- | ------ | -------------------- | --------------------------- | ----------------- |
| 1   | TM     | Rowendy Sumter       | 19 tháng 3, 1988 (26 tuổi)  | Jong Holland      |
| 2   | HV     | Cuco Martina         | 25 tháng 9, 1989 (25 tuổi)  | Twente            |
| 3   | HV     | Jason Wall           | 10 tháng 12, 1991 (22 tuổi) | Willem II         |
| 4   | HV     | Joël Victoria        | 24 tháng 8, 1990 (24 tuổi)  | SUBT              |
| 5   | HV     | Michael Fecunda      | 4 tháng 8, 1995 (19 tuổi)   | Helmond Sport     |
| 6   | TV     | Papito Merencia      | 4 tháng 3, 1994 (20 tuổi)   | ADO Den Haag      |
| 7   | TV     | Ashar Bernardus      | 21 tháng 12, 1985 (28 tuổi) | Centro Dominguito |
| 8   | TĐ     | Robertico Wall       |                             | Unattached        |
| 9   | TĐ     | Prince Rajcomar      | 25 tháng 4, 1985 (29 tuổi)  | Unattached        |
| 10  | TĐ     | Rihairo Meulens      | 3 tháng 6, 1988 (26 tuổi)   | Dordrecht         |
| 11  | TĐ     | Gevaro Nepomuceno    | 10 tháng 11, 1992 (22 tuổi) | Petrolul Ploiești |
| 12  | HV     | Shelton Martis       | 29 tháng 11, 1982 (31 tuổi) | Osotspa Saraburi  |
| 13  | HV     | Hartleyson Dometilia |                             | Unattached        |
| 14  | TĐ     | Quenten Martinus     | 7 tháng 3, 1991 (23 tuổi)   | Botoșani          |
| 15  | TĐ     | Mirco Colina         | 23 tháng 5, 1990 (24 tuổi)  | Centro Dominguito |
| 16  | TV     | Gianluca Maria       | 28 tháng 6, 1992 (22 tuổi)  | MVV Maastricht    |
| 17  | TĐ     | Romero Regales       | 7 tháng 11, 1986 (28 tuổi)  | Lommel United     |
| 18  | TĐ     | Charlton Vicento     | 19 tháng 1, 1991 (23 tuổi)  | Willem II         |
| 19  | TV     | Shanon Carmelia      | 20 tháng 2, 1989 (25 tuổi)  | JVC Cuijk         |
| 20  | TV     | Luidjino Hojer       | 17 tháng 4, 1983 (31 tuổi)  | Victory Boys      |
| 21  | TĐ     | Guyon Fernandez      | 18 tháng 4, 1986 (28 tuổi)  | Unattached        |
| 22  | TM     | Jarzinho Pieter      | 11 tháng 11, 1987 (27 tuổi) | Centro Dominguito |
| 23  | TM     | Rugenio Josephia     | 1 tháng 12, 1989 (24 tuổi)  | TSV NOAD          |

### Guyane thuộc Pháp
Huấn luyện viên:  Jaïr Karam
| 0#0 | Vị trí | Cầu thủ            | Ngày sinh và tuổi           | Câu lạc bộ              |
| --- | ------ | ------------------ | --------------------------- | ----------------------- |
| 1   | TM     | Rudy Merille       | 23 tháng 3, 1983 (31 tuổi)  | Cosma Foot              |
| 2   | HV     | Johann Appolinaire |                             | ASC Le Geldar           |
| 3   | HV     | Marvin Torvic      | 5 tháng 1, 1988 (26 tuổi)   | TSV 1860 Rosenheim      |
| 4   | TV     | Rudy Evens         | 13 tháng 2, 1988 (26 tuổi)  | ASC Le Geldar           |
| 5   | TV     | Serge Lespérance   | 9 tháng 3, 1982 (32 tuổi)   | US Matoury              |
| 6   | HV     | Albert Ajaisso     | 14 tháng 11, 1986 (27 tuổi) | Montagnarde             |
| 7   | TV     | Sylvio Breleur     | 13 tháng 10, 1978 (36 tuổi) | Unattached              |
| 8   | TV     | Brian Saint-Clair  | 28 tháng 11, 1985 (28 tuổi) | CSC Cayenne             |
| 9   | TĐ     | Gabriel Pigrée     | 18 tháng 3, 1985 (29 tuổi)  | Lège Cap-Ferret         |
| 10  | TĐ     | Mickaël Solvi      |                             | USL Montjoly            |
| 11  | TĐ     | Roy Contout        | 11 tháng 2, 1985 (29 tuổi)  | Royal Mouscron-Péruwelz |
| 12  | TĐ     | Niki Adipi         | 15 tháng 5, 1984 (30 tuổi)  | USE Avoine              |
| 13  | TV     | Marc-Arnaud Mona   | 28 tháng 8, 1984 (30 tuổi)  | USL Montjoly            |
| 14  | HV     | Grégory Lescot     | 10 tháng 5, 1989 (25 tuổi)  | Bressuire               |
| 15  | HV     | Alain Moges        | 22 tháng 7, 1992 (22 tuổi)  | Calias                  |
| 16  | HV     | Marvin Desmangles  | 7 tháng 11, 1987 (27 tuổi)  | CSC Cayenne             |
| 17  | TM     | Simon Lugier       | 2 tháng 8, 1989 (25 tuổi)   | Avranches               |
| 18  | TM     | Donovan Léon       | 3 tháng 11, 1992 (22 tuổi)  | Auxerre                 |
| 19  | TV     | Kévin Rimane       | 23 tháng 2, 1991 (23 tuổi)  | Boulogne                |
| 20  | TV     | Marc Edwige        | 26 tháng 9, 1986 (28 tuổi)  | CSC Cayenne             |
| 21  | TĐ     | Gilles Fabien      | 27 tháng 9, 1978 (36 tuổi)  | Angoulême CFC           |
| 22  | TĐ     | Gary Pigrée        | 22 tháng 5, 1988 (26 tuổi)  | AJ Saint-Georges        |
| 23  | HV     | Jean-David Legrand | 23 tháng 2, 1991 (23 tuổi)  | Trélissac               |

### Trinidad và Tobago
Huấn luyện viên:  Stephen Hart
| 0#0 | Vị trí | Cầu thủ              | Ngày sinh và tuổi           | Câu lạc bộ             |
| --- | ------ | -------------------- | --------------------------- | ---------------------- |
| 1   | TM     | Marvin Phillip       | 1 tháng 8, 1984 (30 tuổi)   | Point Fortin Civic     |
| 2   | HV     | Justin Hoyte         | 29 tháng 11, 1984 (29 tuổi) | Millwall               |
| 3   | HV     | Joevin Jones         | 3 tháng 8, 1991 (23 tuổi)   | HJK                    |
| 5   | TV     | Kevan George         | 30 tháng 1, 1990 (24 tuổi)  | Columbus Crew          |
| 6   | HV     | Daneil Cyrus         | 15 tháng 12, 1990 (23 tuổi) | Hà Nội T&T             |
| 7   | TV     | Hughtun Hector       | 16 tháng 10, 1984 (30 tuổi) | Hà Nội T&T             |
| 8   | TV     | Khaleem Hyland       | 5 tháng 6, 1989 (25 tuổi)   | Racing Genk            |
| 9   | TĐ     | Kenwyne Jones        | 5 tháng 10, 1984 (30 tuổi)  | Cardiff City           |
| 10  | TĐ     | Kevin Molino         | 17 tháng 6, 1990 (24 tuổi)  | Orlando City           |
| 11  | TV     | Ataulla Guerra       | 14 tháng 11, 1987 (26 tuổi) | Central FC             |
| 12  | HV     | Radanfah Abu Bakr    | 12 tháng 2, 1987 (27 tuổi)  | FK Kruoja Pakruojis    |
| 13  | TĐ     | Cordell Cato         | 15 tháng 7, 1992 (22 tuổi)  | San Jose Earthquakes   |
| 14  | TV     | Andre Boucaud        | 10 tháng 10, 1984 (30 tuổi) | Dagenham & Redbridge   |
| 15  | TV     | Jamal Gay            | 9 tháng 2, 1989 (25 tuổi)   | RoPs                   |
| 16  | TĐ     | Shahdon Winchester   | 8 tháng 1, 1992 (22 tuổi)   | FF Jaro                |
| 17  | TV     | Leston Paul          | 11 tháng 3, 1990 (24 tuổi)  | Central FC             |
| 18  | HV     | Yohance Marshall     | 22 tháng 1, 1986 (28 tuổi)  | Unattached             |
| 19  | HV     | Carlyle Mitchell     | 8 tháng 8, 1987 (27 tuổi)   | Vancouver Whitecaps FC |
| 21  | TM     | Jan Michael Williams | 26 tháng 10, 1984 (30 tuổi) | Central FC             |
| 23  | TĐ     | Lester Peltier       | 13 tháng 9, 1988 (26 tuổi)  | Slovan Bratislava      |
| 24  | TM     | Adrian Foncette      | 10 tháng 10, 1988 (26 tuổi) | Police FC              |
| 26  | HV     | Aubrey David         | 11 tháng 10, 1990 (24 tuổi) | FF Jaro                |
| 27  | TĐ     | Jonathan Glenn       | 27 tháng 8, 1987 (27 tuổi)  | ÍBV                    |

## Bảng B

### Antigua và Barbuda
Huấn luyện viên:  Rolston Williams
| 0#0 | Vị trí | Cầu thủ                    | Ngày sinh và tuổi           | Câu lạc bộ          |
| --- | ------ | -------------------------- | --------------------------- | ------------------- |
| 1   | TM     | Brentton Muhammed          | 11 tháng 9, 1990 (24 tuổi)  | Unattached          |
| 2   | TV     | Josh Parker                | 1 tháng 12, 1990 (23 tuổi)  | Domžale             |
| 3   | HV     | Alvin Jarvis               | 4 tháng 10, 1981 (33 tuổi)  | Loughborough Dynamo |
| 4   | HV     | Karanja Mack               | 24 tháng 8, 1987 (27 tuổi)  | SAP FC              |
| 5   | HV     | Connor Peters              | 26 tháng 1, 1996 (18 tuổi)  | Swansea City        |
| 6   | HV     | Zaine Francis-Angol        | 20 tháng 6, 1993 (21 tuổi)  | Motherwell          |
| 7   | TV     | Tevaughn Harriette         | 26 tháng 6, 1995 (19 tuổi)  | Parham FC           |
| 8   | TV     | Keiran Murtagh             | 29 tháng 10, 1988 (26 tuổi) | Woking              |
| 9   | TV     | Myles Weston               | 12 tháng 3, 1988 (26 tuổi)  | Southend United     |
| 10  | TV     | Calaum Jahraldo-Martin     | 27 tháng 4, 1993 (21 tuổi)  | Hull City           |
| 11  | HV     | Quinton Griffith           | 27 tháng 2, 1992 (22 tuổi)  | Charleston Battery  |
| 12  | TĐ     | Nathaniel Jarvis           | 21 tháng 10, 1991 (23 tuổi) | Cirencester Town    |
| 13  | TV     | Tamorley Thomas            | 28 tháng 7, 1983 (31 tuổi)  | Hoppers FC          |
| 14  | TĐ     | Randolph Burton            | 14 tháng 1, 1987 (27 tuổi)  | Parham FC           |
| 15  | HV     | Aaron Tumwa                | 27 tháng 9, 1993 (21 tuổi)  | Farnborough         |
| 16  | TĐ     | Peter Byers                | 20 tháng 10, 1984 (30 tuổi) | SAP FC              |
| 18  | TM     | Molvin James               | 4 tháng 5, 1989 (25 tuổi)   | Parham FC           |
| 19  | TV     | Jorrin John                | 6 tháng 11, 1990 (24 tuổi)  | Nuneaton Town       |
| 20  | HV     | Akeem Thomas               | 5 tháng 1, 1990 (24 tuổi)   | Parham FC           |
| 17  | HV     | Christopher Cordara-Soanes | 3 tháng 11, 1989 (25 tuổi)  | Haringey Borough    |
| 23  | TĐ     | Dexter Blackstock          | 20 tháng 5, 1986 (28 tuổi)  | Nottingham Forest   |
| 22  | TĐ     | Jordan Smith               | 23 tháng 6, 1988 (26 tuổi)  | Stamford            |
| 21  | TM     | Prince Walter              | 30 tháng 6, 1995 (19 tuổi)  | Bassa FC            |

### Haiti
Huấn luyện viên:  Marc Collat
| 0#0 | Vị trí | Cầu thủ                 | Ngày sinh và tuổi           | Câu lạc bộ              |
| --- | ------ | ----------------------- | --------------------------- | ----------------------- |
| 1   | TM     | Johny Placide           | 21 tháng 1, 1989 (25 tuổi)  | Reims                   |
| 2   | TV     | Jean Sony Alcénat       | 23 tháng 1, 1986 (28 tuổi)  | Petrolul Ploiești       |
| 3   | HV     | Mechack Jérôme          | 21 tháng 4, 1990 (24 tuổi)  | Unattached              |
| 4   | HV     | Kim Jaggy               | 14 tháng 11, 1982 (31 tuổi) | FC Aarau                |
| 5   | HV     | Jean-Jacques Pierre     | 23 tháng 1, 1981 (33 tuổi)  | Caen                    |
| 6   | HV     | Frantz Bertin           | 30 tháng 5, 1983 (31 tuổi)  | Apollon 1926            |
| 7   | TV     | Wilde-Donald Guerrier   | 31 tháng 3, 1989 (25 tuổi)  | Wisła Kraków            |
| 8   | HV     | Réginal Goreux          | 31 tháng 12, 1987 (26 tuổi) | FC Rostov               |
| 9   | TĐ     | Kervens Belfort         | 16 tháng 5, 1992 (22 tuổi)  | Fréjus Saint-Raphaël    |
| 10  | TV     | Jeff Louis              | 8 tháng 8, 1992 (22 tuổi)   | Standard Liège          |
| 11  | TV     | Pascal Millien          | 3 tháng 5, 1986 (28 tuổi)   | Fidelis Andria          |
| 12  | TM     | Dominique Jean-Zéphirin | 3 tháng 6, 1982 (32 tuổi)   | Unattached              |
| 13  | TĐ     | Leonel Saint-Preux      | 12 tháng 5, 1985 (29 tuổi)  | Azam FC                 |
| 14  | TĐ     | Duckens Nazon           | 7 tháng 4, 1994 (20 tuổi)   | Olympique Saint-Quentin |
| 15  | TV     | Sébastien Thurière      | 6 tháng 1, 1990 (24 tuổi)   | Dayton Dutch Lions      |
| 16  | HV     | Judelin Aveska          | 21 tháng 10, 1987 (27 tuổi) | Gimnasia de Jujuy       |
| 17  | TV     | Emmanuel Sarki          | 27 tháng 12, 1987 (26 tuổi) | Wisła Kraków            |
| 18  | TV     | Soni Mustivar           | 10 tháng 2, 1990 (24 tuổi)  | Petrolul Ploiești       |
| 19  | HV     | Bitielo Jean Jacques    | 28 tháng 12, 1990 (23 tuổi) | Unattached              |
| 20  | TV     | Sony Norde              | 27 tháng 7, 1989 (25 tuổi)  | Mohun Bagan             |
| 21  | TM     | Amos Point-du-Jour      | 13 tháng 5, 1992 (22 tuổi)  | América des Cayes       |

### Jamaica
Huấn luyện viên:  Winfried Schäfer
| 0#0 | Vị trí | Cầu thủ            | Ngày sinh và tuổi           | Câu lạc bộ             |
| --- | ------ | ------------------ | --------------------------- | ---------------------- |
| 1   | TM     | Andre Blake        | 21 tháng 11, 1990 (23 tuổi) | Philadelphia Union     |
| 2   | HV     | Nyron Nosworthy    | 11 tháng 10, 1980 (34 tuổi) | Unattached             |
| 3   | TĐ     | Craig Foster       | 7 tháng 9, 1991 (23 tuổi)   | Reno                   |
| 4   | HV     | Upston Edwards     | 12 tháng 10, 1989 (25 tuổi) | Portmore United        |
| 5   | HV     | Alvas Powell       | 18 tháng 7, 1994 (20 tuổi)  | Portland Timbers       |
| 6   | HV     | Jermaine Taylor    | 14 tháng 1, 1985 (29 tuổi)  | Houston Dynamo         |
| 7   | HV     | Hughan Gray        | 25 tháng 3, 1987 (27 tuổi)  | Waterhouse             |
| 8   | HV     | Nicholay Finlayson | 19 tháng 12, 1985 (28 tuổi) | Waterhouse             |
| 9   | TĐ     | Michael Seaton     | 1 tháng 5, 1996 (18 tuổi)   | D.C. United            |
| 10  | TV     | Jobi McAnuff       | 9 tháng 11, 1981 (33 tuổi)  | Leyton Orient          |
| 11  | TĐ     | Dane Richards      | 14 tháng 12, 1983 (30 tuổi) | Bodø/Glimt             |
| 12  | HV     | Demar Phillips     | 23 tháng 9, 1983 (31 tuổi)  | Aalesund               |
| 13  | TM     | Ryan Thompson      | 7 tháng 1, 1985 (29 tuổi)   | Tampa Bay Rowdies      |
| 14  | TĐ     | Jamar Loza         | 10 tháng 5, 1994 (20 tuổi)  | Norwich City           |
| 15  | TV     | Je-Vaughn Watson   | 22 tháng 10, 1983 (31 tuổi) | FC Dallas              |
| 16  | TV     | Joel Grant         | 26 tháng 8, 1987 (27 tuổi)  | Yeovil Town            |
| 17  | TV     | Rodolph Austin     | 1 tháng 6, 1985 (29 tuổi)   | Leeds United           |
| 18  | TV     | Simon Dawkins      | 1 tháng 12, 1987 (26 tuổi)  | Derby County           |
| 19  | TV     | Romario Campbell   | 15 tháng 10, 1989 (25 tuổi) | Waterhouse             |
| 20  | HV     | Kemar Lawrence     | 17 tháng 9, 1992 (22 tuổi)  | Harbour View           |
| 21  | TĐ     | Darren Mattocks    | 2 tháng 9, 1990 (24 tuổi)   | Vancouver Whitecaps FC |
| 22  | TĐ     | Deshorn Brown      | 22 tháng 12, 1990 (23 tuổi) | Colorado Rapids        |
| 23  | TM     | Duwayne Kerr       | 16 tháng 1, 1987 (27 tuổi)  | Sarpsborg 08           |

Ghi chú
- Wes Morgan was withdrawn from the squad prior to the competition starting and was replaced with Upston Edwards.[3]

### Martinique
Huấn luyện viên:  Marianne Louis
| 0#0 | Vị trí | Cầu thủ               | Ngày sinh và tuổi           | Câu lạc bộ       |
| --- | ------ | --------------------- | --------------------------- | ---------------- |
| 1   | TM     | Steeve Elana          | 11 tháng 7, 1980 (34 tuổi)  | Lille            |
| 2   | HV     | Rémi Maréval          | 24 tháng 2, 1983 (31 tuổi)  | Unattached       |
| 3   | HV     | Marvin Esor           | 21 tháng 7, 1985 (29 tuổi)  | Châteauroux      |
| 4   | TV     | Daniel Hérelle        | 17 tháng 10, 1988 (26 tuổi) | Club Colonial    |
| 5   | HV     | Jean-Sylvain Babin    | 14 tháng 10, 1986 (28 tuổi) | Granada          |
| 6   | TV     | Mickael Malsa         | 2 tháng 10, 1995 (19 tuổi)  | Sochaux          |
| 7   | TV     | Mathias Coureur       | 22 tháng 3, 1988 (26 tuổi)  | Cherno More      |
| 8   | TV     | Gaël Germany          | 10 tháng 5, 1983 (31 tuổi)  | Samaritaine      |
| 9   | TĐ     | Geoffrey Malfleury    | 20 tháng 1, 1988 (26 tuổi)  | Le Havre         |
| 10  | TĐ     | José-Thierry Goron    | 1 tháng 4, 1977 (37 tuổi)   | Rivière-Pilote   |
| 11  | TV     | Lionel Ravi           | 12 tháng 11, 1985 (28 tuổi) | Essor-Préchotain |
| 12  | TĐ     | Bedi Buval            | 16 tháng 6, 1986 (28 tuổi)  | Olhanense        |
| 13  | TĐ     | Harry Novillo         | 11 tháng 2, 1992 (22 tuổi)  | Clermont Foot    |
| 14  | HV     | Antoine Jean-Baptiste | 20 tháng 1, 1991 (23 tuổi)  | Vendée Luçon     |
| 15  | HV     | Christopher Glombard  | 5 tháng 6, 1989 (25 tuổi)   | Reims            |
| 16  | TM     | Kévin Olimpa          | 10 tháng 3, 1988 (26 tuổi)  | Platanias        |
| 17  | TĐ     | Kévin Parsemain       | 13 tháng 2, 1988 (26 tuổi)  | Seattle Sounders |
| 18  | TĐ     | Yoann Arquin          | 16 tháng 4, 1988 (26 tuổi)  | Ross County      |
| 19  | TĐ     | Anthony Angély        | 21 tháng 3, 1990 (24 tuổi)  | Club Colonial    |
| 20  | TV     | Dominique Pandor      | 13 tháng 5, 1993 (21 tuổi)  | AS Monaco        |
| 21  | HV     | Sébastien Crétinoir   | 12 tháng 2, 1986 (28 tuổi)  | Golden Lion      |
| 22  | TV     | Julien Faubert        | 1 tháng 8, 1983 (31 tuổi)   | Bordeaux         |
| 23  | TM     | Emmanuel Vermignon    | 20 tháng 1, 1989 (25 tuổi)  | Golden Lion      |